# سیدی بوسعید (معسکر)
سیدی بوسعید (معسکر) (به عربی: سيدي بوسعيد) یک شهرداری در الجزایر است که در استان معسکر واقع شده‌است. سیدی بوسعید ۵٬۸۷۳ نفر جمعیت دارد.